# Danablu
Danablu er en dansk ost produceret på komælk. Den minder om roquefort, som er lavet af fåremælk.
Hanne Nielsen fra Havarthigården lavede en del forsøg, før den danske udgave kom i 1874. I 1920'erne blev der tilsat homogeniseret kaffefløde. Mejeriejer Marius Boel er nævnt som manden, der udviklede danablu i 1927. Osten blev den mere fede og hvide blåskimmelost danablu, der fik sit danske navn i henhold til Stresa-konventionen. Danablu produceres på fire forskellige mejerier.